# 特格山
77°57′S 85°15′W / 77.950°S 85.250°W
特格山是南極洲的山峰，位於埃爾斯沃思地，屬於埃爾斯沃思山脈中森蒂納爾嶺的一部分，處於恩布里冰川終點，海拔高度1,570米，根據美國地質調查局的測量和美國海軍的空中照片被繪入地圖。